# نیکول (خواننده)
دنیسه لیلیان لاوال سوزا (زاده ۱۹ ژانویه ۱۹۷۷ در شیلی) که با نام هنری خود نیکول شناخته می‌شود، خواننده اهل شیلی است.